# 20-as villamos (Budapest)
A budapesti 20-as jelzésű villamos a Ferenc körút és az Üllői út között közlekedett. A járatot a Budapesti Közlekedési Vállalat üzemeltette. Betétjárata 20A jelzéssel 1963 és 1972 között a Ferenc körút és az Üllői út (Népliget) között közlekedett.

## Története
1906. december 15-én hosszabbították meg a BVV népligeti vonalát a Ferencvárosi pályaudvarig. Itt járt a 20-as elődje Nyugati pályaudvar és Ferencvárosi pályaudvar között. 1910-ben kapta meg a 20-as jelzést, és először 1915-ben rövidítettek rajta: belső végállomását a Rókus kórházhoz helyezték. A Tanácsköztársaság idején már nem közlekedett.
1926. február 1-jétől a 20-as Rókus kórház – Népszínház utca – Karpfenstein utca – Hungária körút – Mester utca – Lónyay utca útvonalon ért a Vámház körúthoz, innen pedig az Országház tér felé ment és a Nádor utcán fordult vissza. 1929-ben útvonala ismét a Ferencvárosi pályaudvartól indult és a Rókus kórháznál végződött. 1939. november 20-ától a Mester utcán át a Ferenc körútig hosszabbodott.
Időközben 20A jelzéssel betétjárata lett, ami Ferencváros kocsiszín és az FTC Sporttelep között, ami 1943. január 11-étől az Orczy térig hosszabbodott és a hajnali órákban járt (4:27–7:00). November 12-étől a Ferenc körúttól a Mester utcán, a Könyves Kálmán körúton és a Simor utcán (1953 óta Vajda Péter utca) át a MÁVAG-kolóniát megkerülve a a MÁV-Gépgyárig közlekedett (4:27–8:00).
1944. szeptember 21-étől a Rókus kórház helyett a Keleti pályaudvarig járt, de 27-én megszűnt a 20-as villamos.
A háború után a 20A villamos a Népliget és a Sertésvágóhíd között közlekedett, majd 20-as jelzéssel 1946. május 10-étől az Orczy térig járt. 1946. június 17-én korábbi útvonalára rövidült, továbbra is 20-asként. 1948. november 7-étől a Közvágóhídig közlekedett, majd a csepeli gyorsvasút 1951. április 30-ai megnyitásával életbe lépő forgalmi változások következtében a 23-as és a 30-as villamos váltotta fel.
1952. november 22-én újraindult a 20-as, ezúttal a Ferenc körút és a Népliget között. 1953. szeptember 21-én a Kálvin tér–Orczy tér villamosszakasz felszámolása miatti forgalmi változások következtében útvonala jelentősen módosult, a Ferenc körút és Pesterzsébet, Nagy Sándor (ma Nagysándor József) utca között közlekedett, majd egy héten belül betétjáratot is kapott a Közvágóhídig. 1954. február 15-én útvonala Pesterzsébeten módosult, a Határ út – Baross utca – Nagy Sándor utca – Ady Endre utca helyett a Török Flóris utca – Nagy Sándor utca – Jókai Mór utca – Határ út nyomvonalon fordult, kijelölt végállomását a Szabó-telep megállóhelyhez helyezték át. Ezzel az intézkedéssel párhuzamosan betétjáratot is kapott 20A jelzéssel a Ferenc körút és a Gubacsi úti vasúti híd közötti szakaszon, a munkanapi csúcsidőszakokban. 1955. február 28-ától a 20A végállomása ismét a Közvágóhídhoz került, egyúttal jelzését 21-esre módosították.
Az 1956-os forradalom során megszűnt, ezt követően azonban csak 1959. november 21-én indult újra a Ferenc körút – Mester utca – Könyves Kálmán körút – Vajda Péter utca – Mező Imre út – Népszínház utca – József körút útvonalon. 1962. július 2-án a 20A ismét megjelent a Ferenc körút és a Népliget között, de 1963. január 7-étől már nem volt rá szükség, mivel a 20-as útvonalát erre a szakaszra rövidítették, végül március 25-én az „N” jelzésű villamos váltotta fel a Ferenc körút – Ganz MÁVAG gyár útvonalon. 1963. április 22-én újból a 20-as jelzést kapta, ekkor a 20A is újraindult a Ferenc körút – Üllői út (Népliget) útvonalon. A betétjárat 1972. március 1-jén, a 20-as pedig 1977. április 24-én szűnt meg, ekkor az észak-déli metróvonal építése miatt már csak az Üllői útig járt.

## Útvonala
| Üllői út felé                                                        | Ferenc körút felé                                                    |
| -------------------------------------------------------------------- | -------------------------------------------------------------------- |
| Ferenc körút vá. – Mester utca – Könyves Kálmán körút – Üllői út vá. | Üllői út vá. – Könyves Kálmán körút – Mester utca – Ferenc körút vá. |